# Библоска писменост
Библоската писменост е неразчетена писмена система, предположително състояща се от около 80-100 знака.
Условно е датирана от началото на второто хилядолетие пр.н.е. и е представена днес от няколко монументални надписа, намерени в Библос, Финикия.
Изказани са хипотези, че библоската писменост е предшественик на финикийската азбука заради съвпадението и аналогията в някои от писмените знаци, но това изобщо не е сигурно поради малкото писмени паметници, запазени от нея. Същевременно формата и сричковата писмена система на това писмо е необичайна за семитските народи, каквито са финикийците жители на Библос по онова време. Поради тази съществена особеност повечето лингвисти приемат, че библоската писменост отразява трансмисионната история на древните финикийски средиземноморски контакти и е под влияние най-вече от кипърско-минойската писменост, съответно и от Линеар А.
От 1928 до 1932 г. Морис Дюнан открива десетина надписа от тази писмена система в град Библос. През 1945 г. Дюнан публикува откритията си в книгата си „Библоското писмо“. Оттогава до днес редица видни учени са пробвали да дешифрират тази писменост, но като цяло безуспешно.
Етимологията на най-значимата книга в историята се свързва именно с Библос, макар и на древногръцки език да се превежда като „книгите, писанията“.

## Галерия
|  | Тази страница частично или изцяло представлява превод на страницата „Библское письмо“ в Уикипедия на руски. Оригиналният текст, както и този превод, са защитени от Лиценза „Криейтив Комънс – Признание – Споделяне на споделеното“, а за съдържание, създадено преди юни 2009 година – от Лиценза за свободна документация на ГНУ. Прегледайте историята на редакциите на оригиналната страница, както и на преводната страница, за да видите списъка на съавторите. ВАЖНО: Този шаблон се отнася единствено до авторските права върху съдържанието на статията. Добавянето му не отменя изискването да се посочват конкретни източници на твърденията, които да бъдат благонадеждни. |